# Đền Lăng
Đền Lăng (hay đền Ninh Thái) là khu di tích lịch sử văn hóa cấp Quốc gia đã được công nhận là điểm du lịch thuộc xã Liêm Hà, tỉnh Ninh Bình. Quần thể di tích đền Lăng hiện bao gồm: đền Thượng, đền Trung, đền Hạ, đền Tam Thiên Nhân, lăng phát tích nhà Tiền Lê và di tích khác. Đền Lăng được xây dựng trên quê hương Bảo Thái của nhà Tiền Lê, nơi hoàng đế Lê Đại Hành đã về cày ruộng tịch điền năm 987. Đền Lăng là di tích quan trọng về cuộc đời và sự nghiệp của Lê Hoàn và là điểm du lịch của địa phương.

## Tổng quan
Đền Lăng nằm gần đường Đường cao tốc Hà Nội – Ninh Bình. Từ phường Hoa Lư, trung tâm tỉnh Ninh Bình tới chùa 32 km. Chùa cách trung tâm Hà Nội khoảng 66 km. Từ Phủ Lý xuôi theo quốc lộ 21 khoảng 9 km, đến phố chợ Động, thôn Cõi sẽ tới Đền Lăng.
Quần thể di tích theo thứ tự từ đỉnh núi Lăng xuống có ba ngôi đền: 
- Đền Thượng thờ Đinh Tiên Hoàng và bà Hoàng hậu Dương Thị Nguyệt người quê Kim Bảng, Hà Nam.[4] Tương truyền đền xây dựng từ khi Đinh Tiên Hoàng còn tại vị nên gọi là sinh từ, do vua cho lập khi về chiêu mộ hào kiệt trên quê Thập đạo tướng quân Lê Hoàn.
- Đền Trung thờ Lê Hoàn và hai con ông là Lê Long Việt và Lê Long Đĩnh, tức thờ 3 vị Vua của nhà Tiền Lê
- Đền Hạ thờ công đồng tứ vị hoàng đế (Đinh Tiên Hoàng, Lê Đại Hành, Lê Trung Tông, Lê Ngọa Triều) và tam vị đại vương Nguyễn Minh, Thiên Cương và Nhữ Hoàng Đê đều là người địa phương theo Lê Hoàn phò nghiệp lớn và trở thành tướng nhà Đinh.

Các di tích liên quan theo ngọc phả "Tiền Lê tam vị hoàng đế" giới thiệu nơi phát tích nhà Tiền Lê gắn với 12 dấu tích hiện còn lưu giữ tại xã Liêm Cần gồm:
- Đền Tam Thiên Nhân thờ Tam vị Đại vương là hai vợ chồng ông Nguyễn Minh người Bảo Thái, là phó của Lê Hoàn, ra sức phù Đinh dẹp loạn và vị thứ ba là vị thần Thiên Cương đã báo mộng cho ông nên phù Đinh trừ loạn nước.
- Khu lăng mộ cụ tổ Lê Lộc, dân gian thường gọi là Mả Dấu;
- Chùa Vực nơi sinh thành Phó Thập đạo tướng quân Nguyễn Minh, nơi Lê Hoàn bàn việc quân và cũng là nơi xuất phát của nghĩa quân Bảo Thái đi phò tá vua Đinh Tiên Hoàng.
- Trại Nhuế là trại quân của Lê Hoàn;
- Dàn Thề dưới chân núi Cõi là nơi Lê Hoàn lập ra để quân lính tế trời đất;
- Mả Kễnh nơi chôn cất 3 mãnh hổ cứu Lê Hoàn thoát nạn phản nghịch;
- Mả Rút nơi chôn cất các quân sĩ hy sinh;
- Xứ Mai Rùa nơi Lê Hoàn đứng xem thủy quân tập luyện;
- Trại quân Lê Hoàn tại làng Cẩm Du.

## Lịch sử
Theo ngọc phả, truyền thuyết địa phương cùng nội dung khắc trên bài vị thờ tại chính tẩm thì vị vua thứ nhất được thờ ở đây là vua Đinh Tiên Hoàng có công dẹp loạn 12 sứ quân thống nhất đất nước. vùng Bảo Thái - Liêm Cần xưa là nơi mà vua Đinh đã lập căn cứ tuyển quân, vừa là nơi huấn luyện quân sĩ. Theo nhân dân địa phương, vị trí đền Lăng chính là nơi đóng quân khi xưa của vua Đinh.
Đền Lăng là di tích quan trọng nhất thờ Lê Đại Hành và hai con của ông là Lê Trung Tông và Lê Ngọa Triều trên quê hương nhà Tiền Lê. Tương truyền, Lê Hoàn quê gốc ở Trường Châu (cũng thuộc Ninh Bình) nhưng đời ông nội của ông là Lê Lộc đã dời đến Liêm Cần này, ở đây có dấu tích một khu đất bằng phẳng mà nhân dân địa phương cho rằng đó là dấu nhà cũ của Lê Lộc. Nơi đây còn có núi Cõi, tương truyền có Mả Dấu là nơi ông nội Lê Hoàn được hổ đưa vào an táng khi hổ nhận ra mình giết nhầm cha nuôi. Núi Cõi tương truyền còn có đàn thề mà Lê Hoàn lập ra tế trời đất thề cùng nghĩa quân phù Đinh đồng thâm trừ mối loạn, thu giang sơn về một mối. Trên đất Bảo Thái, Liêm Cần còn có mộ tổ họ Lê, nơi tương truyền từng có sinh từ xưa kia của Lê Hoàn.
Truyền thuyết và các địa danh khu vực đền Lăng còn phản ánh sự quan tâm của Lê Hoàn và triều đình Tiền Lê đối với dân xã Bảo Thái (Liêm Cần nay). Ngoài việc cho lập sinh từ vua Lê Đại Hành trên nền nhà cũ xưa kia Lê Hoàn dạy học, triều đình còn cấp cho dân vàng bạc để tậu ruộng lấy hoa lợi làm hương hoả và dựng đền thờ. Triều đình cũng trả ơn cho dân sở tại bằng việc cấp cho mỗi đinh 1 mẫu 2 sào ruộng để cày cấy (tới 700 mẫu). Ruộng hương hoả của khu đền Lăng có 12 mẫu, ngoài ra có 6 sào dành cho việc sắm ba cây đình liêu vào dịp hội đám long trọng và đất gọi là vườn tịch để chi phí cho tế lễ.
Trong số các danh nhân về thăm đền Lăng, Hoàng giáp Lê Tung (thế kỷ XVI) có để lại bài thơ “Lê gia hổ táng mộ” như sau:
“Sông hồ ngàn dặm đến nơi đây
Tường rêu thấp thoáng dưới bóng cây
Khe nước núi Bông đi đổ đó
Táng trên núi Cõi hổ đem thây
Điềm lành sinh cháu thành Hổ tướng
Xứng bậc Đế vương trị nước hay
Sách nói ba đời còn rõ nét
Ngẫm xem bốn mặt thiếu cao dày”.

## Bảo tồn và phát huy
Hệ thống di tích, dấu tích của vua Lê Đại Hành ở Liêm Cần, Thanh Liêm rất đa dạng, có giá trị cao về lịch sử, văn hóa cũng như kiến trúc, cảnh quan. Đây chính là cụm di tích được Hà Nam quan tâm nghiên cứu bảo tồn, phục dựng và phát huy giá trị phục vụ nhu cầu tâm linh và phát triển du lịch.
Theo dấu tích ngọc phả "Tiền Lê tam vị hoàng đế" giới thiệu nơi phát tích nhà Tiền Lê gắn với 12 dấu tích hiện còn lưu giữ tại Liêm Cần, đó là khu lăng mộ cụ tổ Lê Lộc, dân gian thường gọi là Mả Dấu; quần thể đền Hạ, Trung, Thượng tại núi Lăng thờ vua Đinh Tiên Hoàng, 3 vị vua nhà Tiền Lê, là sinh từ của Đinh Tiên Hoàng và Lê Đại Hành; chùa Vực nơi sinh thành Phó Thập đạo tướng quân Nguyễn Minh, nơi Lê Hoàn bàn việc quân và cũng là nơi xuất phát của nghĩa quân Bảo Thái đi phò tá vua Đinh Tiên Hoàng. Trại Nhuế là trại quân của Lê Hoàn; Dàn Thề dưới chân núi Cõi là nơi Lê Hoàn lập ra để quân lính tế trời đất; Mã Kễnh nơi chôn cất 3 mãnh hổ cứu Lê Hoàn thoát nạn phản nghịch; Mả Rút nơi chôn cất các quân sĩ hy sinh; xứ Mai Rùa nơi Lê Hoàn đứng xem thủy quân tập luyện; đền thờ Tam Thiên Nhân, nơi thờ 3 người đã thế thân bảo vệ Lê Hoàn và một dấu tích ngoài địa phận xã Liêm Cần là trại quân Lê Hoàn tại Cẩm Du, xã Thanh Lưu.
Các dự án bảo tồn, tôn tạo đền Lăng; phục dựng đền Trung, đền Thượng; bảo tồn, tôn tạo và phục dựng Mả Dấu nằm trong giai đoạn 1 của quy hoạch, từ năm 2018 - 2020. Giai đoạn 2, từ năm 2020 - 2025 sẽ xây dựng, phục dựng, tôn tạo các công trình còn lại. Trên cơ sở định hướng các loại hình du lịch, các sản phẩm du lịch chính được xác định là sản phẩm tâm linh gắn với không gian đền Lăng, đền Trung, đền Thượng, đền Tam Thiên Nhân, đền Mã, đền Mẫu, chùa Bông, đền Bạch Đằng; sản phẩm du lịch tham quan, vui chơi giải trí gắn với không gian nhà trưng bày, trường văn, trường võ, khách sạn, dịch vụ ẩm thực, vườn thiền, đầm lau; sản phẩm du lịch sinh thái nông nghiệp làng quê gắn với không gian chợ quê, nhà ở kết hợp dịch vụ, nhà vườn…

## Lễ hội đền Lăng
Lễ hội đền Lăng mới được tổ chức các ngày mùng 6 – 8/3 âm lịch; trong đó ngày mùng 6 làm lễ an vị, khai quang đền Thượng và đền Trung, sau đó tiến hành tế nam quan và nữ quan. Ngày mùng 7, buổi sáng tổ chức các trò chơi dân gian, buổi chiều lễ rước kiệu từ đền Lăng đến mả Dấu rước hương linh cụ Lê Lộc về dự lễ hội làng. Ngày mùng 8, buổi sáng làm lễ khai hội và tiếp đón các dòng họ, dân làng, khách thập phương về dâng hương; buổi chiều, rước hương linh cụ Lê Lộc về lại mả Dấu. Sau cùng làm lễ tạ và cúng đàn Mông Sơn Thí Thực. Buổi tối những ngày diễn ra lễ hội đều có chương trình văn nghệ phục vụ nhân dân vui đón hội làng.